# Клеър Деймс
Клеър Деймс (на английски: Claire Dames, родена на 13 август 1981 в Калифорния, САЩ) е бивша американска порнографска актриса.

## Кариера
Започва кариерата си през 2007 г., когато е на 26 г. и оттогава има над 100 филма. Първата и анална сцена е през 2007 г. във филма Big Wet Asses 12. Клеър Деймс е бивша танцьорка от Рино, Невада.
През 2007 г. е на първо място в анкетата Hottest Girl in Porn и на второ в Hottest Girl in Porn Newcomer.
През юни 2009 г. е арестувана с още 5 души в обвинение за развратно поведение в публичното пространство.

## Награди
- 2008: Номинация за AVN награда за най-добра орална секс сцена (видео) – за изпълнение на сцена във видеото „Пръснала сперма 4“.[1]
- 2008 iPorn Sexopolis Sunset Strip Awards – Puffiest Nipples
- 2009 AVN Award номинация – Best Supporting Actress – Night of the Giving Head – най-добра поддържаща актриса
- 2009 AVN Award nominee – Best Oral Sex Scene – Night of the Giving Head – най-добра орална сцена